# Тарновський Василь Васильович (військовик)
Василь Васильович Тарновський (27 жовтня 1880, Київщина — 25 жовтня 1926, Анкара, Туреччина) — російський офіцер-артилерист, один з основоположників зенітної артилерії в російській армії, перший російський ас-зенітник, конструктор артилерійського зенітного озброєння. Полковник (1917).

## Біографія
Походив з дворян Київської губернії. У 1900 році закінчив Орловський Бахтіна кадетський корпус і вступив на військову службу. Закінчив Михайлівське артилерійське училище за 1-м розрядом у 1902 році. Випущений до 7-ї батареї Кавказької гренадерської артилерійської бригади, звідки незабаром переведений до 4-ї Східно-Сибірської гірської батареї. Учасник російсько-японської війни 1904-1905 років, нагороджений трьома бойовими орденами. Після війни — ад'ютант 1-ї Східно-Сибірської гірської артилерійської бригади, відряджений інструктором до 3-ї запасної артилерійської бригади.
24 грудня (н. ст.) 1907 року в Царському Селі в нього та його дружини Варвари Львівни (з Ханикових) народився син Михайло. В них була ще й донка Марина, в шлюбі Ігнатович.
З 1907 року в чині штабс-капітана навчався в Офіцерській артилерійській школі (Царське Село). Закінчив її в 1909 році і як один із кращих випускників залишений у ній інструктором. У ці роки розпочалася активна винахідницька діяльність В. В. Тарновського. В 1909 брав участь у доопрацюванні артилерійської системи на основі 76-мм гірської гармати Шнейдера (спроектував для неї систему колісних передків та колісних зарядних ящиків).
Головною справою його життя стала зенітна артилерія. У складі групи офіцерів Офіцерської артилерійської школи брав участь у створенні першої російської зенітної артилерії: в 1908 брав участь у розробці тактико-технічних вимог до зброї, потім в 1913 брав участь у її проектуванні. Артилерійський комітет Головного артилерійського управління не виявив зацікавленості до цієї розробки, але тоді Тарновський передав свій проект до Товариства Путилівських заводів, де група Ф. Ф. Лендера об'єднала незалежні роботи з виробництва спеціальної зенітної гармати в спільний проект. У групі працювало кілька артилерійських офіцерів і зброя стала плодом колективної творчості. В результаті проект отримав назву «гармата Тарновського — Лендера», в 1914 76-мм зенітна гармата надійшла на озброєння; в РСЧА була на озброєнні як «76-мм зенітна гармата Лендера». Ім'я Тарновського було виключено з найменування, оскільки він не прийняв радянську владу та емігрував, а Ф. Ф. Лендер вступив на службу до РСЧА.
У ході роботи над цією гарматою В. В. Тарновський обґрунтував ідею її подальшого розвитку: майбутні зенітні частини, оснащені цими гарматами, повинні мати високу мобільність, щоб встигати своєчасно перекидатися на об'єкти, найбільш загрожені від ударів ворожих аеропланів. Таку мобільність може забезпечити лише автотранспорт, тому гармати повинні монтуватися на спеціальних автомобільних шасі високої прохідності. Проект зенітних гармат на вантажівках Тарновський готував уже самостійно (він включав тумбову установку, упорні пристрої для стійкості автомобіля, механізми вертикального та горизонтального наведення тощо). Тут теж не обійшлося без тяганини, але випробування дослідного зразка пройшли настільки успішно, що у 1914 році було розміщено перше замовлення на виготовлення «3-дюймових протиаеростатних гармат зразка 1914 року Путилівського заводу на автомобільній установці», щоправда, у мізерній кількості — лише 12 штук. Шасі виготовлялися на Російсько-Балтійському вагонному заводі.
Після початку Першої світової війни 5 (18) жовтня 1914 був затверджений штат першої зенітної автомобільної батареї і штабс-капітан В. В. Тарновський отримав пропозицію стати її командиром, сформував її і в березні 1915 прибув з нею на фронт. У смузі оборони 12-ї армії Північно-Західного фронту батарея прийняла на себе протиповітряну оборону прифронтових міст Ломжа і Остроленка, з травня прикривала аеродром ескадри важких бомбардувальників «Ілля Муромець» у Старій Яблунні (40 км на південний захід від Варшави), часто перекидалась повністю чи повзводно на інші об’єкти. Перша перемога була здобута 30 травня (12 червня) над Пултуском — німецький аероплан, що прилетів бомбити казарми, отримав важкі пошкодження від шрапнельного вогню, повернув до лінії фронту, але не долетівши до неї впав у розташуванні російських військ. Увечері 17 (30) липня батарея відбивала груповий наліт німецьких аеропланів (9 одиниць) на Варшаву і вразила 2 їх (вимушено приземлилися у розташуванні російських військ). До кінця літа батареєю на різних ділянках фронту було збито один, підбито і примушено до вимушеної посадки ще 3 аероплани.

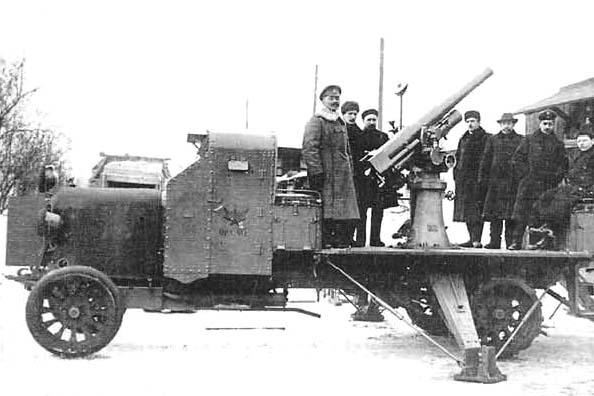
На фотографії: Гвардійський штабс-капітан В. В. Тарновский (крайній зліва) з розробниками першої спеціальної зенітної 76-мм гармати, березень 1915 рік

З 2 (15) вересня 1915 року батареї В. В. Тарновського було поставлено завдання забезпечити протиповітряну оборону Мінська, де знаходився штаб Західного фронту та найважливіший залізничний вузол. У Мінську було створено методом спроб і помилок перший вузол ППО — поєднання стаціонарних і рухливих зенітних частин, прожекторні частини, стала створюватися система постів повітряного спостереження та попередження, система зв'язку та оповіщення, спроби створення єдиної системи управління зенітним вогнем. У цій роботі брав найактивнішу участь В. В. Тарновський, який уперше розробив способи застосування артилерійських батарей для боротьби з літаками, форми та методи навчання особового складу зенітних підрозділів. Так, він запропонував відмовитися від ураження повітряних об'єктів як від самоцілі і сформулював головне завдання ППО — збереження об'єктів, що захищаються, для чого ворожу авіацію слід не допускати до них і змушувати відмовлятися від прицільного бомбардування по ним. Тарновським була запропонована система рухомого загороджувального вогню в ході наближення ворожої авіації до оборонюваних об'єктів, яку успішно випробували при відбитті групового нальоту (9 аеропланів) на Мінськ 6 (19) жовтня 1915.
У жовтні 1915 року батарею було перейменовано на 1-у окрему автомобільну зенітну батарею, в лютому 1916 передано до 5-ї армії Північного фронту і перекинуто на забезпечення ППО Двінська. За пропозицією Тарновського, сили ППО Двінська були розподілені по трьох секторах, а передові батареї винесені на загрозливі ділянки на 4-5 кілометрів від міста, була розроблена струнка і зрозуміла система передачі інформації на випадок появи авіації ворога, введено затемнення міста при нічних авіанальотах (для цього було встановлено постійний пост від начальника ППО на міській електростанції). Над Двінськом його батарея 25 квітня (8 травня) пошкодила ще один німецький аероплан (зробив вимушену посадку за лінією німецьких окопів), а наприкінці червня відбила масований наліт кількома хвилями по 5-7 аеропланів у кожній, збила 2 аероплани. З 1915 року поряд із бойовою роботою Тарновського залучали для складання керівних документів на основі бойового досвіду, а з початку 1916 року при батареї були створені курси для навчання особового складу зенітної артилерії, для яких він склав навчальні програми та викладав низку дисциплін.
Як командир батареї став першим російським асом-зенітником — його батарея збила 10 літаків противника.
Тоді ж ним розроблено проект організації та штат першої вітчизняної залізничної батареї (затверджено влітку 1916 року, до 1917 року на фронті діяло вже 10 таких батарей). Розроблений ним проект двоствольної зенітної гармати було відхилено через недостатній рівень російської промисловості для створення таких складних озброєнь.
З червня 1917 — начальник Офіцерських курсів стрільби по повітряному флоту Північного фронту, які в жовтні 1917 були переформовані в Офіцерську школу стрільби по повітряному флоту в Євпаторії. У тому ж році його було включено до складу Комісії з організації повітряної артилерійської оборони фронту та тилу. На основі досвіду, висунув ідею створення суцільних фронтів ППО та районів ППО.
Після більшовицького перевороту в грудні 1917 року школа фактично припинила своє існування, а В. В. Тарновський прийняв пропозицію вступити на службу до армії Української держави гетьмана П. П. Скоропадського. Був командиром окремого протиаеропланного полку, потім служив у Київській офіцерській артилерійській школі.
Після розвалу держави Скоропадського на початку 1919 року зумів пробратися до Криму і вступив до Збройних сил Півдня Росії. Формував Курси стрільби по повітряному флоту в Керчі. У листопаді 1920 року, разом з родиною, евакуювався з Криму з армією Врангеля, емігрував до Парижа.
У 1922 році прийняв пропозицію фірми «Шкода» і переїхав до Чехословаччини, де на заводі у місті Пльзень до кінця життя розробляв та впроваджував у виробництво прилади для стрільби по повітряних цілях. Раптово помер під час відрядження в Анкарі (Туреччина). Похований у Пльзені.
Наприкінці вересня 1941 року німецький військовий фотограф Йоганнес Геле зробив серію знімків окупованого Києва. На двох із них видно 76-мм зенітні гармати Лендера, покинуті Червоною армією.
Його син Михайло, громадянин Чехословаччини, став льотчиком, в роки Другої світової війни увійшов до командного складу власовської РВА. По закінченні війни потрапив до радянського полону, розстріляний органами СМЕРШ 18 січня 1946 року.